# Benoît Luminet

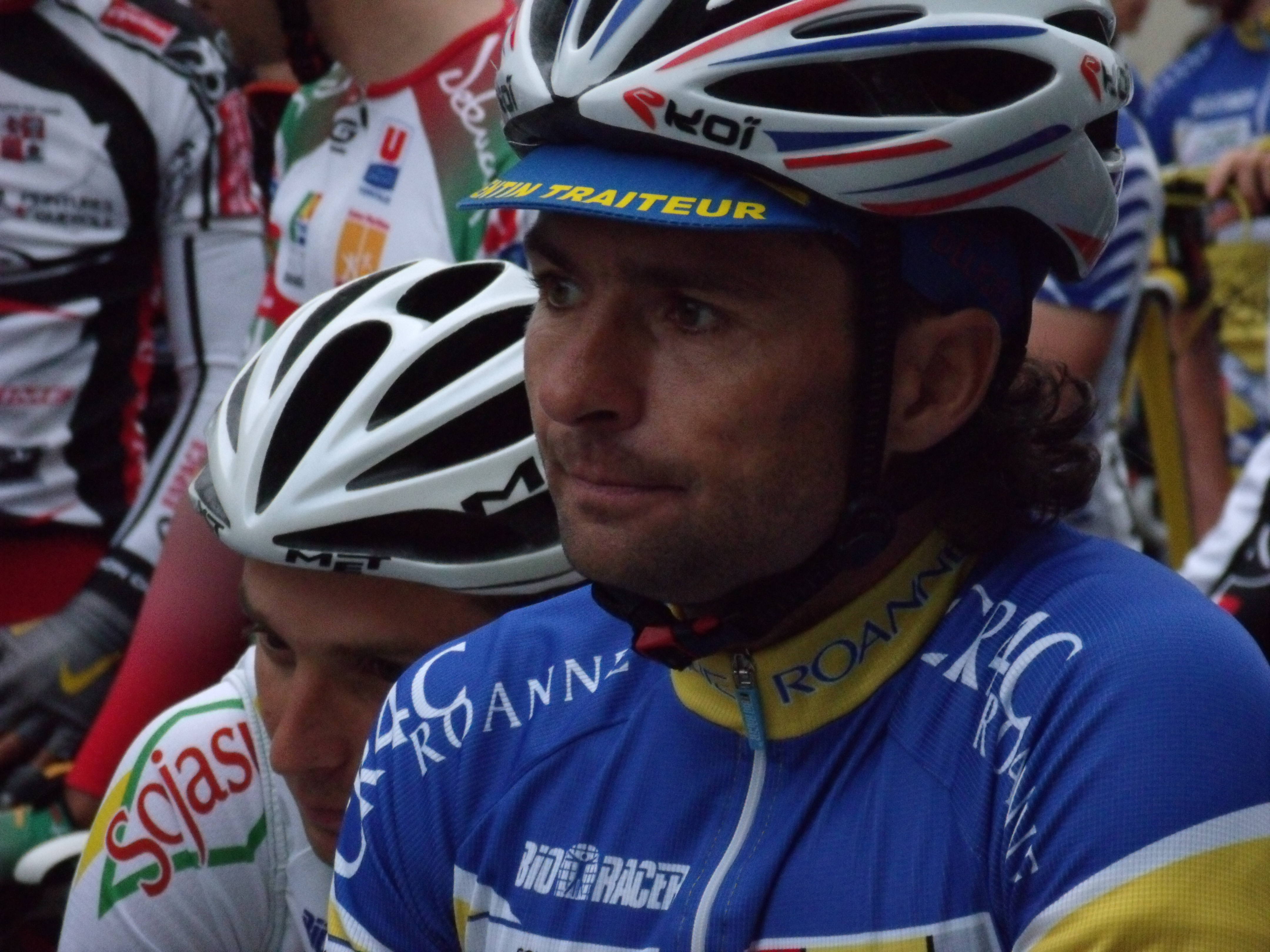
Benoît Luminet (2011)

Benoît Luminet (* 7. Januar 1974 in Roanne) ist ein ehemaliger französischer Radrennfahrer.
Benoît Luminet fuhr 1999 für die Mannschaft Besson Chaussures-Nippon Hodo. 2001 konnte er den Grand Prix Saint-Etienne Loire für sich entscheiden. In den nächsten beiden Jahren gewann er den Polymultipliée Lyonnaise. Außerdem gewann er 2003 jeweils eine Etappe bei der Tour Nord-Isère und bei der Tour des Pyrénées. Bei der Tour des Pyrénées wurde er im nächsten Jahr auch Gesamtdritter. 2005 war Luminet beim Grand Prix de Vence erfolgreich. Im Jahr 2006 gewann er zum zweiten Mal den Grand Prix Saint-Etienne Loire und eine Etappe bei der Tour d’Alsace. 2007 gewann er erneute ein Teilstück bei der Tour d’Alsace und entschied auch die Gesamtwertung für sich. Er fuhr Radrennen bis 2011.

## Erfolge
2002
- Polymultipliée Lyonnaise

2003
- Polymultipliée Lyonnaise
- eine Etappe Tour des Pyrénées

2006
- eine Etappe Tour d’Alsace

2007
- eine Etappe und Gesamtwertung Tour d’Alsace

## Teams
- 1999 Besson Chaussures-Nippon Hodo